# Nemzeti Bajnokság I de 2020–21
A Nemzeti Bajnokság I de 2020–21 (também conhecida como Liga OTP Bank 2020–21 por razões de patrocínio), e também como NB I, foi a 119ª edição da principal divisão do futebol da Hungria. O Ferencváros venceu o título.
O campeonato começou no dia 15 de agosto de 2020 e terminou em 15 de maio de 2021. Os primeiros jogos foram anunciados em 14 de julho de 2020.

## Promovidos e Rebaixados
| Pos. | Rebaixados da NB I |
| ---- | ------------------ |
| 11º  | Diósgyőr           |
| 12º  | Budafoki           |

| Pos. | Promovidos da NB II |
| ---- | ------------------- |
| 1º   | Debrecen            |
| 2º   | Gyirmót             |

## Participantes

### Informação dos clubes
| Equipe          | Cidade         | Treinador         | Estádio (mando)    | Capacidade | Material Esportivo |
| --------------- | -------------- | ----------------- | ------------------ | ---------- | ------------------ |
| Budafoki MTE    | Budafok        | Csaba Csizmadia   | BMTE Stadion       | 4.000      | Mitre              |
| Budapest Honvéd | Budapeste      | Tamás Bódog       | József Bozsik      | 10,000     | Macron             |
| DVTK            | Miskolc        | Tamás Feczkó      | DVTK-stadion       | 15,325     | 2Rule              |
| Fehérvár        | Székesfehérvár | Gábor Márton      | MOL Aréna Sóstó    | 14,201     | Adidas             |
| Ferencváros     | Budapeste      | Serhiy Rebrov     | Groupama Arena     | 22,000     | Nike               |
| Kisvárda        | Kisvárda       | Attila Supka      | Várkerti           | 2,850      | Adidas             |
| Mezőkövesd      | Mezőkövesd     | Attila Kuttor     | Mezőkövesdi Városi | 4,183      | Adidas             |
| MTK Budapest    | Budapeste      | Michael Boris     | Nándor Hidegkuti   | 5,322      | Nike               |
| Paks            | Paks           | Gábor Osztermájer | Fehérvári úti      | 6,150      | Jako               |
| Puskás Akadémia | Felcsút        | Zsolt Hornyák     | Pancho Aréna       | 3,816      | 2Rule              |
| Újpest          | Budapeste      | Predrag Rogan     | Ferenc Szusza      | 13,501     | Puma               |
| Zalaegerszeg    | Zalaegerszeg   | Gábor Boér        | ZTE Arena          | 11,200     | 2Rule              |

## Classificação
100% Atualizado
| Pos | Time            | J  | V  | E  | D  | GP | GC | SG  | Pts | Qualificação                                                   |
| --- | --------------- | -- | -- | -- | -- | -- | -- | --- | --- | -------------------------------------------------------------- |
| 1   | Ferencvaros     | 33 | 23 | 9  | 1  | 69 | 22 | 47  | 78  | 1ª Fase Qualificatória da Liga dos Campeões da UEFA de 2021–22 |
| 2   | Puskás Akadémia | 33 | 18 | 4  | 11 | 52 | 42 | 10  | 58  | 1ª Fase Qualificatória da Liga Conferência Europa de 2021–22   |
| 3   | Fehérvar        | 33 | 16 | 8  | 9  | 68 | 38 | 30  | 56  | 1ª Fase Qualificatória da Liga Conferência Europa de 2021–22   |
| 4   | Paksi           | 33 | 14 | 8  | 11 | 76 | 64 | 12  | 50  |                                                                |
| 5   | Kisvárda        | 33 | 12 | 10 | 11 | 30 | 36 | -6  | 46  |                                                                |
| 6   | MTK Budapest    | 33 | 11 | 9  | 13 | 44 | 49 | -5  | 42  |                                                                |
| 7   | Mezőkövesd      | 33 | 11 | 9  | 13 | 40 | 46 | -6  | 42  |                                                                |
| 8   | Újpest          | 33 | 12 | 6  | 15 | 46 | 67 | -21 | 42  |                                                                |
| 9   | Zalaegerszegi   | 33 | 10 | 7  | 16 | 58 | 58 | 0   | 37  |                                                                |
| 10  | Budapest Honved | 33 | 9  | 10 | 14 | 46 | 68 | -2  | 37  |                                                                |
| 11  | Diósgyőr        | 33 | 9  | 6  | 18 | 34 | 53 | -19 | 33  | Rebaixado à NB II de 2021–22                                   |
| 12  | Budafoki MTE    | 33 | 7  | 6  | 20 | 34 | 74 | -40 | 27  | Rebaixado à NB II de 2021–22                                   |

A(s) primeira(s) partida(s) será(ão) jogada(s) em 15 de agosto de 2020. Fonte: MLSZ
Regas de classificação: 1) Pontos; 2) Vitórias; 3) Saldo de gols; 4) Gols pró; 5) Confronto direto (pontos); 6) Confronto direto (saldo de gols); 7) Confronto direto (gols marcados como visitante); 8) Fair-Play; 9) Sorteio

## Resultados

### Rodadas 1–22
| Casa / Fora  | BMTE | DVTK | FEH | FER | HON | KIS | MEZ | MTK | PAK | PUS | ÚJP | ZTE |
| ------------ | ---- | ---- | --- | --- | --- | --- | --- | --- | --- | --- | --- | --- |
| Budafoki     |      | 2-1  | 1-4 | 0-3 | 1-2 | 2-1 | 0-1 | 2-2 | 3-3 | 0-3 | 1-1 | 3-1 |
| DVTK         | 1-1  |      | 1-3 | 1-3 | 2-4 | 2-0 | 2-1 | 1-1 | 1-2 | 3-0 | 3-0 | 1-3 |
| Fehérvár     | 4-1  | 3-0  |     | 1-1 | 1-2 | 3-0 | 0-0 | 1-2 | 1-1 | 3-1 | 5-1 | 2-0 |
| Ferencváros  | 2-1  | 0-1  | 2-0 |     | 1-0 | 1-1 | 3-0 | 2-0 | 5-0 | 2-1 | 2-0 | 2-0 |
| Honvéd       | 2-3  | 5-1  | 2-2 | 0-1 |     | 1-2 | 1-1 | 2-2 | 2-1 | 0-1 | 1-2 | 2-2 |
| Kisvárda     | 0-0  | 1-0  | 2-1 | 0-2 | 0-0 |     | 0-0 | 0-2 | 3-1 | 0-3 | 1-1 | 2-1 |
| Mezőkövesd   | 1-0  | 2-1  | 1-2 | 2-2 | 2-1 | 1-2 |     | 0-1 | 4-3 | 1-0 | 3-2 | 1-1 |
| MTK          | 1-2  | 1-0  | 3-1 | 1-1 | 3-1 | 1-1 | 0-0 |     | 3-1 | 0-1 | 1-3 | 0-3 |
| Paksi        | 4-2  | 2-1  | 1-0 | 1-3 | 0-0 | 3-0 | 1-2 | 4-0 |     | 6-2 | 1-2 | 3-1 |
| Puskás       | 3-0  | 2-0  | 1-1 | 1-1 | 1-0 | 0-0 | 1-0 | 0-3 | 3-2 |     | 3-2 | 1-2 |
| Újpest       | 1-1  | 1-0  | 0-5 | 0-4 | 2-1 | 2-4 | 1-0 | 0-4 | 1-1 | 1-2 |     | 3-2 |
| Zalaegerszeg | 1-3  | 3-1  | 3-3 | 1-2 | 2-4 | 1-2 | 3-0 | 2-0 | 4-4 | 1-2 | 3-0 |     |

A(s) primeira(s) partida(s) será(ão) jogada(s) em 15 de agosto de 2020. Fonte: MLSZ

### Rodadas 23–33
| Casa / Fora  | BMTE | DVTK | FEH | FER | HON | KIS | MEZ | MTK | PAK | PUS | ÚJP | ZTE |
| ------------ | ---- | ---- | --- | --- | --- | --- | --- | --- | --- | --- | --- | --- |
| Budafoki     |      | 1-2  | 1-2 | 0-4 | 0-1 | 2-0 |     |     | 2-9 |     |     |     |
| DVTK         |      |      |     |     | 0-0 |     | 2-2 | 0-0 | 1-4 | 2-1 | 0-0 |     |
| Fehérvár     |      | 1-3  |     | 1-2 |     |     |     |     | 2-2 | 1-1 | 4-0 |     |
| Ferencváros  |      | 1-0  |     |     |     |     | 2-1 |     | 5-2 | 1-1 | 3-0 |     |
| Honvéd       |      |      | 2-3 | 1-2 |     | 0-1 | 2-2 | 3-2 |     |     | 2-2 |     |
| Kisvárda     |      | 0-1  | 0-0 | 0-0 |     |     |     |     | 5-1 | 0-1 |     |     |
| Mezőkövesd   | 2-1  |      | 1-3 |     |     | 0-1 |     | 5-1 |     |     |     | 2-0 |
| MTK          | 0-0  |      | 2-2 |     | 0-1 |     |     |     |     |     |     | 3-0 |
| Paks         |      |      |     |     | 2-0 |     | 2-2 | 3-1 |     | 4-2 | 1-3 | 1-1 |
| Puskás       | 5-0  |      | 1-0 |     | 1-2 |     | 2-0 | 3-0 |     |     | 2-1 | 1-4 |
| Újpest       | 2-0  |      |     |     |     | 3-0 | 3-0 | 1-3 |     |     |     | 5-4 |
| Zalaegerszeg | 5-0  | 2-0  | 0-2 | 2-2 | 0-1 | 0-0 |     |     |     |     |     |     |

Fonte: MLSZ